# Instituto Brasileiro de Ensino, Desenvolvimento e Pesquisa
O Instituto Brasileiro de Ensino, Desenvolvimento e Pesquisa, originalmente Instituto Brasiliense de Direito Público (IDP, sigla que permanece em uso), é uma instituição educacional privada brasileira, fundada em Brasília em 1998. Oferece cursos presenciais e on-line de graduação, pós-graduação stricto sensu e lato sensu, e extensão nas áreas de Direito, Administração Pública, Economia, Relações Internacionais, Publicidade, Engenharia, dentre outros. 
Seus fundadores são o ministro do Supremo Tribunal Federal (STF), Gilmar Mendes, o procurador-geral da República, Paulo Gonet Branco, e o ex-procurador-geral da República Inocêncio Mártires Coelho.
Entre os professores do IDP estão mestres e doutores que atuam no cenário jurídico brasileiro como ministros de tribunais superiores, procuradores, advogados e consultores jurídicos de diversos órgãos públicos e privados.
Em 2010, o IDP obteve autorização do Ministério da Educação (MEC) para criar a Escola de Direito de Brasília (EDB) e iniciar seu primeiro curso de graduação na área de Direito.[carece de fontes?]
O diretor do IDP é o filho do Gilmar Mendes, Francisco Schertel Mendes,

## Campus
Localizado na Asa Sul de Brasília, o IDP tem sua sede em um prédio de seis andares, com instalações modernas e planejadas para atender pessoas com necessidades especiais. As salas de aula são amplas, há também sala de estudos individuais e para grupos de pesquisa — todas equipadas, confortáveis e com acesso à internet.
Em 2015, o IDP inaugurou um auditório que sedia grandes congressos, seminários e palestras que realiza, juntamente com um espaço ambivalente para diversas atividades culturais. Com capacidade para 250 pessoas, o novo auditório foi cuidadosamente projetado para ter uma acústica perfeita.
O IDP tem dois laboratórios, um de informática com 30 computadores, e o outro de audiovisual com capacitação técnica para registrar eventos acadêmicos e fazer exibições. Esse laboratório audiovisual conta com um estúdio de gravação, recepção e transmissão ao vivo de aulas, reuniões e outras atividades acadêmicas. Tem ainda um sistema virtual de acompanhamento, tutoria e monitoramento a distância.
Com o objetivo de atender às diversas demandas de pesquisas no que se refere à Administração, Comunicação, Direito, Economia, Jornalismo e Publicidade, a biblioteca do IDP tem um acervo riquíssimo. São cerca de 22 mil documentos, entre livros, dicionários, enciclopédias, coleções especiais, periódicos científicos e demais obras de referência.
Em 2022, o IDP inaugurou um campus na Asa Norte para os seus novos cursos de Graduação nas áreas de Arquitetura, Engenharias e Computação e, também aos já antigos cursos de Comunicação, Administração e Economia. A localidade conta com um parque tecnológico de 9 mil metros de área construída. 

## Polêmicas
Desde que foi criado, o IDP tem sido objeto de diversas críticas por conta de sua composição e financiamento. A crítica mais forte é o fato do IDP ter como sócio-fundador um ministro do STF, Gilmar Mendes, sendo que sua fundação foi realizada enquanto ele já era ministro. O IDP se apresenta publicamente como sendo um think tank da área de Direito no Brasil, portanto com direta influencia de um dos mais poderosos ministros do STF, o que lança questões éticas sobre a legitimidade da conexão entre uma entidade privada e o próprio Supremo Tribunal Federal. Vários novos membros da justiça eleitoral tem sido escolhidos também a partir dos quadros do IDP. Segundo a revista Carta Capital, conforme consta das informações do "Portal da Transparência" da Controladoria Geral da União, desde 2003 esse Instituto faturou cerca de R$ 1,6 milhão em convênios com a União. Ainda segundo a mesma reportagem, de dez colegas do Gilmar Mendes no STF, seis são professores desse Instituto, além de outras figuras importantes nos poderes executivo e judiciário. Entre os seus maiores clientes estão a União, o STJ e o Congresso Nacional.
O financiamento do IDP também é controverso. Um dos maiores financiadores do instituto é o grupo J&F Investimentos, investigado por corrupção pela operação Lava-Jato: de acordo com as investigações, a J&F teria investido 2,1 milhões de reais no instituto. Tendo em vista as conexões entre o IDP e o STF, tem-se criticado a legalidade de tais financiamentos empresariais.